# Новгородска република
Новгородската република е средновековна болярска феодална република, съществувала на територията на Новгородската земя от 1136 до 1478 г. Днешната Новгородска област е неразделна част от тази държава.

## История
Обикновено Велики Новгород се владее от този княз, който заема киевския престол. Това му позволява да контролира пътя от варягите към гърците.
През 1136 г. княз Всеволод Мстиславич (син на Мстислав I) абдикира от княжеския престол и отива в изгнание. Използвайки недоволството на новгородците (въстание от 1136 г.) болярите налагат републиканска форма на управление, но се запазва и титлата „княз“. Висш орган на републиката е Вечето, което избира новгородската управа и взема решение по важните въпроси.
Най-голямата заплаха за независимостта на републиката са князете на Владимиро-суздалското княжество, които през 1170 г. организират поход към републиката, но не успяват да я превземат. В началото на XIII век Псковската република става автономна, но остава в състава на Новгород.
По времето на монголското нашествие щети са нанесени само на част от новгородските земи. През 1240 г. княз Александър Невски побеждава шведите в битка при река Нева, оттам получава и прозвището си „Невски“. В началото на XIV век за княжеския престол спорят Тверското и Московското княжество. Новгородците, както и Златната орда, са на страната на Москва, затова Михаил Тверски предприема поход срещу републиката, но се проваля. През 1348 г. Псковската република получава независимост.
През 1456 г. Новгородската република и Московското княжество подписват договор, според който е увеличена властта на великия княз в Новгород. През 1471 г. Иван III започва поход срещу Новгород, който в края на 1477 г. пада под обсада, а в януари следващата година републиката окончателно е присъединена към Московското княжество.

## Политическо устройство
Формата на управление е болярска феодална република. Управлява се от Вече, но фактически господари на Вечето са т.нар. „300 златни пояса“ – най-видните боляри. Вечето има функциите на народно събрание, избирайки посадник (наместник), хилядник и владика. Князете на Новгород се избират от вечето, като обикновено това са князе, управляващи в някое от съседните княжества. Князът символизира единството с останалата част от Русия, но функциите му са силно ограничени до опазване на реда и отбраната, като при война той е военачалник. Дори резиденцията на княза е извън кремъла, на Ярославово дворище (по-късно в Рюриково Городище, на няколко километра извън града). За държавен глава на Новгород се смята посадникът, председател на Вечето. Той оглавява правителството, в негови ръце са управлението и съдът. Фактически за посадници се избират боляри от четирите най-големи рода. Втората длъжност по важност е епископът (впоследствие архиепископ). Той контролира хазната и външните отношения, има и собствен пол. Хилядникът се занимава със събирането на данъците, градското опълчение и търговския съд.

## Административно деление
Цялата Новгородска земя е разделена на пет области (пятины). Самият Велики Новгород се дели на 2 половини, разположени на двата бряга на река Волхов: Софийска и Търговска. Освен това градът се дели на пет района (концы): Загородски, Неревски, Людин, Славенски и Плотницки. Наред с градското Вече съществуват и районни вече. По време на война всеки район формира своя военна част.